# Décès en 1110
Décès
- 1106
- 1107
- 1108
- 1109
- 1110
- 1111
- 1112
- 1113
- 1114

Cette page dresse une liste de personnalités mortes au cours de l'année 1110 :
- 24 janvier : Al-Musta'in II, de son nom complet Abu-Jafar Ahmad ibn Yusuf ibn Hud al-Musta'in bi-llah, quatrième roi de la dynastie des Banu Hud de la taïfa de Saragosse.
- 9 février : Guillaume Bonne-Âme, abbé de Saint-Étienne de Caen, puis archevêque de Rouen.
- 21 mars : Robert de Molesme, fondateur de l'ordre cistercien[1].
- avril : Robert Scalio, ou Robert de Hauteville, noble italo-normand.
- 11 juillet : Élie Ier du Maine, comte du Maine.
- 12 novembre : Gebhard de Zähringen, évêque de Constance, prit le parti du pape au cours de la querelle des investitures.

- Amédée Ier de Montfaucon, seigneur de Montfaucon.
- Bahya ibn Paquda, philosophe séfarade néoplatonicien de Saragosse (né en 1040).
- Cyrille le Philéote (Kyrillos de Philêa), moine byzantin[2], connu par son hagiographie rédigée par son disciple Nicolas Kataskepenos.
- William Devereux (en), noble anglo-normand.
- Ferdomhnach Dall (en), lecteur de Kildare et harpiste.
- Foulcoie de Beauvais, religieux et auteur français.
- Guillaume II de Cerdagne, comte de Cerdagne et de Tripoli.
- Richard de Hauteville (en) noble et chevalier ayant participé à la conquête de l'Italie.
- Hugues Ier d'Oisy, seigneur d'Oisy et de Crèvecœur, châtelain de Cambrai.
- Hugues III (vicomte de Châteaudun) (en).
- Li Jie, écrivain.
- Othon II de Scheyern, ou Othon Ier de Scheyern-Wittelsbach, comte de Scheyern et de Wittelsbach, comte palatin de Bavière.
- Raoul (évêque de Coutances).

date incertaine (vers 1110)
- Bernard III d'Armagnac, comte d'Armagnac.

## Crédit d'auteurs
- Cet article est partiellement ou en totalité issu de l'article intitulé « 1110 » (voir la liste des auteurs).